# 蒂圖
蒂圖是羅馬尼亞的城鎮，位於該國南部，距離首府特爾戈維什泰30公里，由登博維察縣負責管轄，面積42.51平方公里，海拔高度159米，2009年人口10,085，大多數居民信奉東正教。